# Magnetický ostrov
Magnetický ostrov (anglicky Magnetic Island) je australský ostrov v Korálovém moři náležící do oblasti Tropického Queenslandu. Ostrov se nachází v lokalitě Velkého bariérového útesu. Leží 12 km od Townsvillu.

## Historie
Původní obyvatelé ostrov nazývali Yunbenun. Magnetickým ostrovem byl pojmenován roku 1770 kapitánem Jamesem Cookem. V těchto místech se kapitánu Cookovi začala střelka kompasu chovat poněkud zmateně, proto usoudil, že je to díky ostrovu, kolem něhož proplouval.

## Fauna
- V roce 1930 byly na ostrov dovezeny koaly. Mají tu velmi příhodné podmínky pro život.
- Na žulových skaliskách lze spatřit skalní klokany.

## Flóra
Ostrov je tvořen žulovými skalisky a je pokryt eukalyptovými lesy. Severní a východní břehy svírají mělké písečné zálivy, přerušované žulovými výběžky a korálovými útesy, zatím co západní část ostrova je rovnější a na okrajích porostlá mangrovníky. Přibližně polovinu ostrova tvoří národní park.

## Místopis
- Na ostrově je několik osad:
  - Picnic Bay
  - Nelly Bay
  - Arcadia
  - Horseshoe Bay
- Pevnosti The Forts – byly postaveny za druhé světové války jako protiletecké ostřelovací stanoviště, proti Japoncům.
- Balding Bay – nejkrásnější korálový záliv na ostrově
- Mount Cook – nejvyšší vrchol ostrova 494 m n. m.